# .22 LR

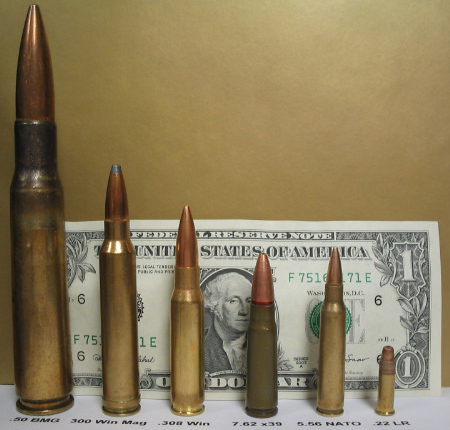
由左至右分別為12.7mm NATO、.300 WinMag、.308 Winchester、7.62mm Russian、5.56mm NATO、.22 LR

.22长步枪弹（英語：.22 Long Rifle），简称.22 LR或5.7×15mmR，是一歷史悠久的0.22英寸（5.6）口径凸緣式底火子弹，被使用於許多步槍、手槍、左輪手槍甚至於滑膛霰彈槍中，是世界上产量和销量最高的子弹。
因其廉價、低後座力與噪音小，.22 LR成為理想的休閒射擊用弹药，在射击运动和针对小型动物的剿害狩猎中广泛使用。超過一世紀以來，幾乎每家槍械製造廠都最少會製造一型使用.22 LR的槍械。標準包裝每小盒50發，使用者通常都購買大盒包裝，每大盒內有10小盒500發，或是購買整箱，每箱內有10大盒5000發。

## 彈道表現
.22 LR的有效距離在150公尺以內。超過150公尺以後由於彈道急遽下沉，難以作瞄準補償。有效距離短、低噪音與極小的後座力使其在用於射擊練習倍受歡迎。.22 LR的準確度很好，不同種類的此型子彈準確度差距很大。.22 LR的有效距離常被低估。此型子彈如果歸零於100公尺，彈道在50公尺處會上揚6.9公分、150公尺處會下沉27.5公分。
在狩獵時.22 LR主要用來獵取如老鼠、松鼠、兔子、土撥鼠、狐狸等小型動物。如果在65公尺以內射擊頭或胸部，對郊狼（coyote）大小的動物，也非常有制止力。但是仍不能因此而低估.22 LR的威力，此款子彈於近距離射擊的情況下，對體型與鹿相當的動物以及人類都有致命的效果。

## 種類
.22 LR 因裝藥量多少大致分為四類：
- 亚音速（subsonic）：速度低於340每秒（1,100英尺每秒）
- 標準速度（standard velocity）：341—346每秒（1,120—1,135英尺每秒）
- 高速（high velocity）：370—400每秒（1,200—1,310英尺每秒）
- 超高速（hyper velocity）：速度超過430每秒（1,400英尺每秒）

## 用途

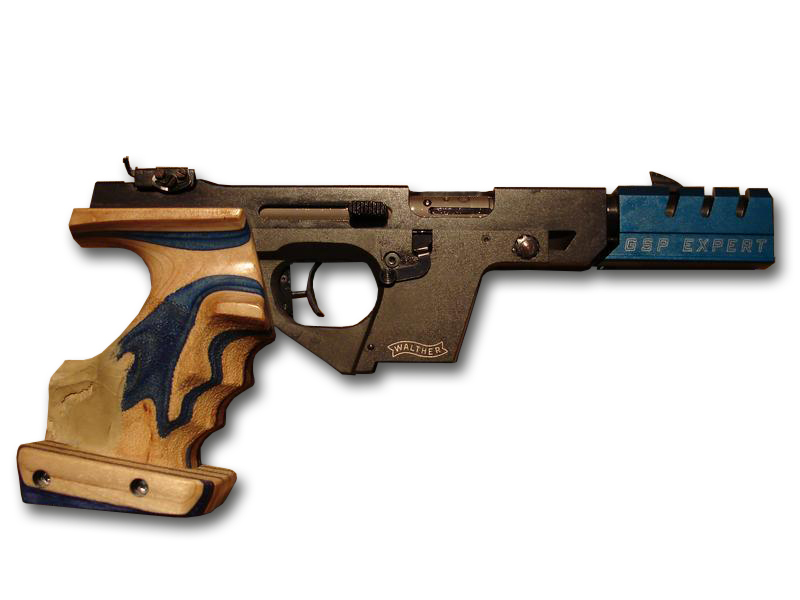
瓦爾特 GSP Expert .22比賽用手槍

因爲.22 LR的價格低廉，目前主要用於小型動物狩獵、射擊比賽與個人/低成本的訓練。ISSF射擊比賽使用.22 LR的項目有：50公尺步槍、50公尺手槍、25公尺手槍、25公尺快速手槍及25公尺標準手槍、
（射擊比賽）、metallic silhouette與保齡球瓶射擊比賽、大多數的高中、大學、美國童子軍、Air Training Corps、以及4H射擊比賽、以及許多其他的射擊比賽。.22 LR主要的優點是價廉、低噪音、極小的後座力與準確度。主要的缺點是低火力，僅適用於小型動物狩獵。 雖然 .22 LR被普遍認為火力太小，不適合使用於自衛槍械，不過美軍以及美國中央情報局的制式武器都有搭配消聲器的High Standard HDM手槍，普遍使用於特種部隊的暗殺與摸哨任務。次音速彈在某些半自動槍械使用時需要人工手動退殼。
警方的狙撃手也在有限的範圍內使用 .22 LR對付歹徒的警戒犬。主要是取其低噪音的優點，不過由於有效距離太短，通常僅限於在近距離或是城市內使用。俄國的SV-99狙擊步槍即為此目的設計。

## 相容性彈藥

.22 LR的藥艙大小（英吋）

.22 LR 彈殼為直筒型。由於進彈系統的不同設計，部分.22 LR 口徑的槍械亦可安全的使用下列較短的同口徑子彈：
- .22 BB
- .22 CB
- .22 Short
- .22 Long
- .22 Winchester Magnum Rimfire（又稱 .22 Magnum或 .22 WMR）使用不同型式的彈殼，與.22 LR口徑的槍械不能通用。

## 相關資訊
- 手槍子彈列表
- 步槍子彈列表
- 消聲器
- .22 BB
- .22 Short
- .22 Long
- .22 Magnum

## 外部參考
- Rimfire Central（页面存档备份，存于）
- .22 LR彈藥規格